# Li Huifen
Li Huifen (惠芬 李, Shijiazhuang, 14 oktober 1963) is een Chinees tafeltennisspeelster. Zij werd twee keer wereldkampioene met de nationale vrouwenploeg in het landentoernooi. De Chinese was verliezend finaliste enkelspel toen tafeltennis op de Olympische Zomerspelen 1988 voor het eerst op de agenda stond.

## Sportieve loopbaan
Huifen had van 1986 tot en met 1989 een relatief korte internationale seniorenloopbaan. Hoewel ze als lid van de nationale ploeg daarin twee keer wereldkampioen werd, moest ze zich niettemin vaker tevreden stellen met een zilveren medaille. Zo stond de Chinese in 1987 in de finales van zowel de wereldkampioenschappen dubbelspel (met landgenote Dai Lili, winnares van de vorige twee edities) als in de eindstrijd om de Azië Cup in het enkelspel. Beide gingen verloren. De Zuid-Koreaansen Hyun Jung-hwa en Yang Young-ja gingen met de wereldtitel lopen, terwijl haar landgenote Jiao Zhimin de Azië Cup in haar prijzenkast zette.

In 1988 bereikte Huifen de enkelspelfinales van nog twee grote toernooien en wederom was zilver twee keer haar deel. Ook haar tweede poging om de Azië Cup te winnen was namelijk vergeefs, omdat ditmaal Deng Yaping te sterk was. Op de Olympische Spelen in Seoel verloor de Chinese in de eindstrijd van Chen Jing.

## Erelijst
Belangrijkste resultaten:
- Wereldkampioene bij de landenploegen in 1987 en 1989 (met China)
- Verliezend finaliste WK dubbelspel vrouwen 1987 (met Dai Lili)
- Verliezend finaliste enkelspel Olympische Zomerspelen 1988
- Verliezend finaliste Azië Cup enkelspel 1987 en 1988
- Winnares Aziatische Kampioenschappen bij de landenploegen in 1986 (met China)